# برايري ليك (ويسكونسن)
برايري ليك  (بالإنجليزية: Prairie Lake, Wisconsin)‏ هي بلدة تقع بولاية ويسكونسن في الولايات المتحدة. تبلغ مساحتها 90.4 (كم²)، وترتفع عن سطح البحر 335 م، بلغ عدد سكانها 1369 نسمة في عام 2000 حسب إحصاء مكتب تعداد الولايات المتحدة وتصل الكثافة السكانية فيها 16 نسمة/كم2.

## وصلات خارجية
- http://www.townofprairielake.com
- The US50 - Cities and Towns in Wisconsin State
- Wisconsin Cities and Towns, Facts, Map, Flag, Colleges, Government, and More